# 仁科盛宗
仁科 盛宗（にしな もりむね）は、南北朝時代の武将。信濃安曇郡の豪族・仁科氏の一族で、建武政権・足利尊氏・足利直冬と主君を変え、各地で活動した。

## 生涯
建武2年（1335年）、鎌倉の足利尊氏を追討する軍勢のうち、東山道軍に仁科の名があり、これが盛宗ではないかとされる。
明確な盛宗の初見は、建武3年（1336年）4月において、新田氏が率いる武者所の結番二番に「仁科左近大夫盛宗」として列しているものである。同じく二番として高梨義繁という人物の名があり、仁科氏と高梨氏は平安末期でも行動を共にしていることから、その関係性の大きさが垣間見える。
暦応2年/延元4年（1339年）時点では、盛宗は南朝から北朝に転身したとみられ、室町幕府のもとで恩賞方を務めた。同年10月、北朝方武将の少弐頼尚が盛宗に深堀弥五郎政綱への恩賞を依頼した。
貞和5年/正平4年（1349年）、足利尊氏庶子・直冬が長門探題へ下向するとこれに従う。以降、盛宗は直冬側近の一人として活動を始める。
観応2年/正平6年（1351年）には日向守護畠山直顕より大隅の祢寝孫次郎清成らの軍忠を披露するよう申請された。その後、主君の直冬は短期間ではあるが京に侵攻・占領した他、中国地方でも転戦を繰り返していく。
観応3年/正平7年（1352年）2月10日、盛宗は石見国三隅城の守備を吉河次郎三郎に命令している。同年11月、直冬はこの頃石見へ影響を拡大しており、盛宗による書状もこの一環と思われる。
文和3年/正平9年（1354年）には河原太郎右衛門尉へ角井村・松武名の地頭職宛行状を発行した。これ以後、盛宗の消息は不明である。